# Винигиз
Виниги́з (лат. Winigisus; умер в 822) — герцог Сполето (788—822), первый из франков, правивших Сполетским герцогством.

## Биография
О происхождении Винигиза ничего не известно. Предполагается, что он был знатным франком, приближённым к правителю Франкского государства Карлу Великому.
Впервые Винигиз упоминается в исторических источниках в 788 году, когда анналы называют его государевым посланцем (лат. missi dominici), направленным для наблюдения ситуации в Беневентском княжестве, и участником похода против византийцев, организованного франкскими вассалами, князем Беневенто Гримоальдом III и герцогом Сполето Гильдепрандом. Объединённая армия этих полководцев нанесла в Калабрии тяжёлое поражение войску под командованием стратига Сицилии Феодора, направленному для возвращения престола лангобардов Адельхизу, сыну свергнутого франками короля Дезидерия. Это сражение, в котором погибли не менее четырёх тысяч византийцев и ещё около тысячи были взяты в плен, заставило византийского императора Константина VI отказаться от дальнейшей военной поддержки Адельхиза.
В этом же, 788 году, герцог Гильдепранд умер, и Винигиз, по повелению Карла Великого, был поставлен новым правителем Сполетского герцогства.
В 799 году герцог Винигиз оказал помощь папе римскому Льву III, против которого в Риме был организован заговор. 25 апреля, во время одной из церковных процессий, папа подвергся нападению своих врагов, родственников его предшественника, Адриана I, недовольных усилением личной власти поддерживаемого франками папы. Заговорщики попытались ослепить Льва III, а также отрезать у него язык, однако, вероятно, сделали это неудачно, так как впоследствии папа мог и видеть, и говорить. Заключённый в один из римских монастырей, папа Лев сумел с помощью своего постельничего Альбоина бежать и укрыться в соборе Святого Петра. Узнав об этих событиях, Винигиз с войском сполетцев немедленно выступил на Рим. Оставив воинов за городскими стенами, герцог с государевым посланцем, аббатом Вирундом, вывел папу из его убежища и препроводил в Сполето, откуда тот вскоре уехал к Карлу Великому в Падерборн. Получив от правителя франков обещания поддержки, Лев III в ноябре возвратился в Рим, вновь восстановив свою власть как папы римского.
Весной 801 года Сполето посетил император Карл Великий. Вероятно, это было связано с участием Винигиза в военных действиях против князя Беневенто Гримоальда III. В следующем году правитель Сполето, осаждённый беневентцами в Лучере, был взят в плен и удерживался Гримоальдом «в почётном плену» до 803 года. Война франков с Беневенто продолжалась до 812 года, когда аббат Корби Адалард при посредничестве Винигиза заключил мир между Карлом Великим и князем Гримоальдом IV.
В 810 году императором Карлом Великим из состава Сполетского герцогства было выделено графство Камерино, предназначенное для контроля над восточным побережьем Апеннинского полуострова и прилегающих областей Адриатики. Первым известным из исторических источников правителем нового феода стал граф Эггидео.
В 815 году в Риме произошёл новый мятеж против Льва III, обвинённого в присвоении имущества казнённых по его приказу знатных римлян. Враги папы вооружили множество сервов, разграбили и сожгли все личные поместья Льва в окрестностях города, намереваясь в дальнейшем двинуться на Рим и изгнать папу с Престола святого Петра. Однако, узнавший об этих событиях король Италии Бернард направил в Рим войско во главе с герцогом Винигизом, которое быстро подавило мятеж.
Анналы ничего не сообщают о реакции Винигиза на мятеж короля Бернара, поднятого против Людовика I Благочестивого, но, вероятно, правитель Сполето сохранил верность императору. Подтверждением этого является возвращение под управление Винигиза Камерино, граф которого, Эггидео, был одним из активнейших участником мятежа.
В 822 году Винигиз отказался от герцогского титула и удалился в один из итальянских монастырей, где вскоре (вероятно, ещё в том же году) умер. Его преемником в Сполето стал Суппо I, до этого бывший графом Брешии, в то время как Камерино, возможно, ещё до отречения Винигиза, вновь было отделено от герцогства и правителем здесь был поставлен граф Герард I.